# タンピネス・ローバースFC
BGタンピネス・ローバースFC（英語: BG Tampines Rovers FC）はシンガポールプレミアリーグに所属するシンガポールのサッカークラブである。

## 概要
ホームスタジアムはタンピネス地区にある、タンピネス・スタジアム。クラブのマスコットはシカ（Stag）で、The Stagsがニックネームとなっている。

## 歴史
シンガポールプレミアリーグの前身、シンガポール国内リーグでは1979年、1980年、1984年にリーグ優勝した強豪クラブの一つである。
2016年シーズン
AFCチャンピオンズリーグの本戦をかけて予選1回戦からタンピネス・ローバースFCは出場した。1月27日、AFCチャンピオンズリーグ2016の予選1回戦アウェイでインドのモフン・バガンと戦い1-3で敗れ本戦出場を逃した。
2019年シーズン
2017年12月からアシスタントコーチを務めていたギャヴィン・リーが監督に昇格。当時28歳でシンガポールプレミアリーグ史上最年少監督となった。
2021年シーズン
AFCチャンピオンズリーグの本戦にタンピネス・ローバースFCは出場した。6月25日、AFCチャンピオンズリーグ2021のグループリーグH 1回戦ホームで日本のガンバ大阪と戦い0-2で、5回戦ではアウェーでガンバ大阪と戦い1-8で敗れた。最終的に6試合全敗のリーグ最下位に終わった。
2023年シーズン
シーズン終了後の2023年9月23日、タイ王国のBGパトゥム・ユナイテッドFCと3年間のパートナーシップ協約を締結した。これに伴い翌シーズンよりクラブ名にBGが冠されることになった。
2024-25シーズン
BGタンピネス・ローバースFCとしての最初のシーズン、秋春制へ移行したシンガポールプレミアリーグを2位で終えてAFCチャンピオンズリーグ2 2025/26およびASEANクラブチャンピオンシップ 2025-26の出場権を獲得した。
2025-26シーズン
2025年6月、2017年から8年会長を務めてきた弁護士出身のデズモンド・オンが退任し、代わって日本人投資銀行家の坂本俊吾が会長に就任。6月16日にジェフユナイテッド千葉から風間宏矢が移籍加入することが発表されたが。翌17日にはリーグ最年少監督であるギャヴィン・リーの退任、さらに19日には5年半在籍してシンガポール代表になった仲村京雅の退団が相次いで発表された。

## タイトル

### 国内タイトル
- Sリーグ/シンガポールプレミアリーグ : 5回
  - 2004, 2005, 2011, 2012, 2013
- シンガポール・カップ：4回
  - 2002, 2004, 2006, 2019
- シンガポール・チャリティーシールド : 5回
  - 2011, 2012, 2013, 2014, 2020

### 国際タイトル
- ASEANクラブ選手権
  - 2005

## 現所属メンバー
2021年6月27日現在 
注：選手の国籍表記はFIFAの定めた代表資格ルールに基づく。
| No. | Pos. |              | 選手名                       |
| --- | ---- | ------------ | ---------------------------- |
| 3   | DF   | シンガポール | ライアーン・サニザル         |
| 4   | MF   | シンガポール | フザイファ・アジズ           |
| 5   | DF   | シンガポール | バイハッキ・カイザン         |
| 6   | DF   | シンガポール | マドゥ・モハナ               |
| 7   | MF   | シンガポール | ヤシル・ハナピ               |
| 8   | MF   | 日本         | 仲村京雅                     |
| 9   | FW   | モンテネグロ | ボリス・コピトビッチ         |
| 10  | MF   | セルビア     | ゼフルディン・メヒメドビッチ |
| 11  | FW   | モンテネグロ | アルミン・ボスニャク         |
| 12  | MF   | シンガポール | アミルル・ハイカル           |
| 13  | FW   | シンガポール | タウフィク・スパルノ         |
| 14  | FW   | シンガポール | マーク・ライアン・タン       |
| 16  | DF   | シンガポール | ダニエル・ベネット           |

| No. | Pos. |              | 選手名                     |
| --- | ---- | ------------ | -------------------------- |
| 17  | DF   | シンガポール | イルワン・シャー           |
| 18  | MF   | シンガポール | イマン・ハキム             |
| 19  | GK   | シンガポール | ズルファイルーズ・ルディ   |
| 21  | DF   | シンガポール | ハミザン・ヒシャム         |
| 23  | DF   | シンガポール | イルファン・ナジーブ       |
| 24  | GK   | シンガポール | シャズワン・ブハリ         |
| 28  | FW   | シンガポール | ファズルル・ナワズ         |
| 43  | MF   | シンガポール | アミル・ミルザ             |
| 44  | GK   | シンガポール | ダニエル・イリヤ           |
| 45  | DF   | シンガポール | アンドリュー・オウ         |
| 47  | MF   | シンガポール | ダニシュ・シレガー         |
| 55  | MF   | シンガポール | イーサン・ヘンリー・ピント |
| 57  | DF   | シンガポール | アダム・リーフディ         |

## 歴代所属選手
- ミルコ・グラボヴァツ 2004 - 2007
- スティー・スックソムギット 2007 - 2009
- 金古聖司 2009 - 2011、2013
- 中村彰宏 2009 - 2011
- アレクサンダー・ドゥリッチ 2010 - 2014
- 川上典洋 2014
- 仲村京雅 2020 - 2025
- 鷲見星河 2025 -